# گذرنامه سرخ
گذرنامه سرخ (ایتالیایی: Passaporto rosso) یک فیلم درام به کارگردانی گویدو برینیونه است که در سال ۱۹۳۵ منتشر شد. دیکتاتور ایتالیا، بنیتو موسولینی، این فیلم را تماشا کرد و دستور داد برخی صحنه‌ها تغییر کنند، چرا که احساس می‌کرد فیلم در حال ارائه نمونه‌هایی از تکنیک‌های انقلابی به دشمنان بالقوه رژیم فاشیستی‌اش است.

## بازیگران
- ایسا میراندا
- جولیو دونادیو
- ماریو فراری
- لی‌لا برینیونه
- گولی‌یلمو بارنابو
- چله آبا
- کارلو نینچی
- مارچلا روونا
- اولینتو کریستینا
- کارلو تامبرلانی
- میراندا بونانسئا
- تینا لاتانتسی
- اِدا سولیگو
- ماریو پیسو
- ارنستو آلمیرانته
- فیلیپو شلتسو
- اوگو چزری
- روکو داسونتا
- اورسته فارِس